# Bandera de Parla
La bandera de Parla es uno de los símbolos más importantes de Parla (Comunidad de Madrid, España), pero no estuvo registrada de manera oficial hasta finales del año 2016, por lo que anteriormente se habían utilizado diferentes diseños, en sus diferentes variantes incorporaba el escudo de Parla en el centro, sobre un fondo que podía ser de color blanco, verde o rojo, por ello se decide desde el pleno del ayuntamiento realizar una bandera fija y registrarla. El color elegido es rojo carmesí y tiene el escudo de Parla situado en el centro. El color carmesí del fondo expresa el carácter castellano de los pueblos de Madrid utilizado en otras banderas de municipios madrileños. Esta bandera se sitúa a partir de su creación, en los diferentes edificios públicos del municipio.